# Lactarius umerensis
Lactarius umerensis är en svampart som beskrevs av McNabb 1971. Lactarius umerensis ingår i släktet riskor och familjen kremlor och riskor.   Inga underarter finns listade i Catalogue of Life.